# Currie Cup (1993)
Currie Cup 1993 – pięćdziesiąta piąta edycja Currie Cup, najwyższego poziomu rozgrywek w rugby union w Południowej Afryce.

## Finał
|  | Natal | 15:21 | Transvaal | Kings Park Stadium, Durban Sędzia: Freek Burger |
|  |       | 15:21 |           | Kings Park Stadium, Durban Sędzia: Freek Burger |